# Danny Rose
Danny Rose, né le 2 juillet 1990 à Doncaster (Angleterre), est un footballeur international anglais qui évolue au poste de défenseur.

## Biographie
Rose commence à jouer au football avec Leeds United en 2005.

### En club

#### Watford
En mars 2009, Rose est prêté à Watford pour la saison 2008-2009. Il fait ses débuts lors de la victoire de face aux Doncaster Rovers le 4 avril 2009.
Pour le club, il dispute sept matches de championnat et est ensuite prêté à Peterborough United.

#### Bristol City
Le 9 septembre 2010, Rose rejoint en prêt le club de Bristol City. Rose joue dix-sept matchs puis retourne à Tottenham Hotspur en février 2011 après une série de blessures.

#### Sunderland
Le 31 août 2012, Rose est de nouveau prêté, cette fois à Sunderland pour une durée d'une saison. Le 15 septembre suivant, il fait ses débuts contre Liverpool. Son premier but est inscrit lors d'un match à l'extérieur à Aston Villa le 29 avril 2013.

#### Tottenham Hotspur
Le 25 juillet 2006, Danny Rose rejoint Tottenham Hotspur. En janvier 2010, il fait ses débuts avec le club londonien lors d'un match de Coupe d'Angleterre contre Leeds United (2-2). Le 14 avril 2010, il marque son premier but en Premier League contre Arsenal (victoire 2-1). 
Le 7 mai 2011, Rose débute contre Blackpool en remplacement de l'arrière gauche Benoît Assou-Ekotto. Bien que jouant à un poste inhabituel, il est félicité par l'entraîneur Harry Redknapp pour sa performance. Rose continue à occuper le poste d'arrière gauche pour les trois matches restants de la saison.
Le 1er janvier 2015, Rose marque son premier but de la saison lors d'une victoire 5 à 3 de Tottenham en Premier League contre Chelsea à White Hart Lane. Rose marque à nouveau pour Tottenham lors du match retour du troisième tour de la Coupe d'Angleterre contre Burnley, marquant le but final par une victoire de 4-2.
Il est ensuite titulaire lors de la finale de la Coupe de la Ligue 2015 perdue contre Chelsea le 1er mars 2015.
Rose est nommé capitaine par Mauricio Pochettino pour la première fois de sa carrière lors d'un match de la Coupe d'Angleterre contre Leicester City le 10 janvier 2016. Le 28 février 2016, Rose marque le but vainqueur lors d'une victoire à domicile 2-1 sur Swansea City, Tottenham réduisant l'écart sur Leicester City, leader du championnat.
Le 22 septembre 2016, Rose signe un nouveau contrat jusqu'en 2021. Le 31 janvier 2017, les Spurs se rendent à Sunderland en Premier League, où Rose subit une blessure aux ligaments du genou en cours du match. Bien qu'il soit toujours blessé, Rose est nommé dans l'équipe-type de la saison par la PFA le 20 avril 2017 pour la deuxième saison consécutive. En mai 2017, Tottenham annonce que Rose "a subi une opération chirurgicale au genou gauche" et qu'il ne retrouvera pas les terrains avant la saison suivante.
En octobre 2017, Rose retrouve l'entraînement après plus de neuf mois d'inactivité. Il fait sa première apparition de la saison 2017-2018 en tant que remplaçant d'un match à l'extérieur de la Ligue des champions contre le Real Madrid, qui se solde par un match nul 1-1.
En 2019, il dispute trente-sept matchs toutes compétitions confondues et atteint la finale de la Ligue des champions face à Liverpool.

#### Prêt à Newcastle United
Le 30 janvier 2020, Rose est prêté pour six mois à Newcastle United.

### International
Danny Rose représente l'Angleterre depuis les moins de seize ans.
Le 1er juin 2009, il rejoint l'équipe d'Angleterre espoirs pour le Championnat d'Europe, en remplacement de Danny Welbeck. Il fait ses débuts avec les espoirs anglais contre l'Azerbaïdjan lors d'une victoire 7-0. Le 14 novembre 2009, il marque le premier but de l'Angleterre U21 contre le Portugal lors des éliminatoires du Championnat d'Europe 2011.
Il est ensuite sélectionné parmi les vingt-trois joueurs britanniques participant aux Jeux olympiques 2012 avec l'équipe de Grande-Bretagne.
Le 28 août 2014, Rose est convoqué pour la première fois en équipe nationale d'Angleterre pour un match amical contre la Norvège dans le cadre des qualifications à l'Euro 2016.
Début 2015, il est contacté par la Fédération de Jamaïque de football pour représenter la Jamaïque au niveau international, étant éligible par l'intermédiaire de son grand-père jamaïcain.
Le 26 mars 2016, il honore sa première sélection avec l'Angleterre dans un match contre l'Allemagne, remporté 3-2 à l'extérieur.
Le 16 mai 2016, il est convoqué en équipe d'Angleterre par le sélectionneur Roy Hodgson pour faire partie de l'effectif provisionnel de l'Euro 2016.
En 2018, il participe à la Coupe du monde et finit à la quatrième place.

### Vie privée
Lors d'une conférence de presse le 6 juin 2018, Danny Rose explique qu'il souffre d'une dépression liée à ses blessures à répétition et à ses affaires familiales.

## Statistiques
| Saison                | Club                       | Championnat           | Championnat | Championnat | Championnat | Coupe nationale | Coupe nationale | Coupe nationale | Coupe de la Ligue | Coupe de la Ligue | Coupe de la Ligue | Supercoupe | Supercoupe | Supercoupe | Compétition(s) continentale(s) | Compétition(s) continentale(s) | Compétition(s) continentale(s) | Compétition(s) continentale(s) | Angleterre | Angleterre | Angleterre | Total | Total | Total |
| Saison                | Club                       | Division              | M.          | B.          | P.d.        | M.              | B.              | P.d.            | M.                | B.                | P.d.              | M.         | B.         | P.d.       | Comp.                          | M.                             | B.                             | P.d.                           | M.         | B.         | P.d.       | M.    | B.    | P.d.  |
| 2009-2010             | Tottenham Hotspur          | Premier League        | 1           | 1           | 0           | 3               | 0               | 2               | 1                 | 0                 | 0                 | -          | -          | -          | -                              | -                              | -                              | -                              | -          | -          | -          | 5     | 1     | 2     |
| 2010-2011             | Tottenham Hotspur          | Premier League        | 4           | 0           | 1           | -               | -               | -               | -                 | -                 | -                 | -          | -          | -          | -                              | -                              | -                              | -                              | -          | -          | -          | 4     | 0     | 1     |
| 2011-2012             | Tottenham Hotspur          | Premier League        | 11          | 0           | 0           | 5               | 0               | 1               | -                 | -                 | -                 | -          | -          | -          | C3                             | 4                              | 0                              | 0                              | -          | -          | -          | 20    | 0     | 1     |
| 2013-2014             | Tottenham Hotspur          | Premier League        | 22          | 1           | 2           | 1               | 0               | 1               | 1                 | 0                 | 0                 | -          | -          | -          | C3                             | 6                              | 1                              | 0                              | -          | -          | -          | 30    | 2     | 3     |
| 2014-2015             | Tottenham Hotspur          | Premier League        | 28          | 3           | 4           | 2               | 1               | 0               | 3                 | 0                 | 0                 | -          | -          | -          | C3                             | 1                              | 0                              | 0                              | -          | -          | -          | 34    | 4     | 4     |
| 2015-2016             | Tottenham Hotspur          | Premier League        | 21          | 1           | 4           | 2               | 0               | 0               | 1                 | 0                 | 0                 | -          | -          | -          | C3                             | 3                              | 0                              | 0                              | 7          | 0          | 0          | 34    | 1     | 4     |
| 2016-2017             | Tottenham Hotspur          | Premier League        | 18          | 2           | 2           | -               | -               | -               | -                 | -                 | -                 | -          | -          | -          | C1                             | 3                              | 0                              | 0                              | 5          | 0          | 1          | 26    | 2     | 3     |
| 2017-2018             | Tottenham Hotspur          | Premier League        | 10          | 0           | 0           | 3               | 0               | 0               | 1                 | 0                 | 0                 | -          | -          | -          | C1                             | 3                              | 0                              | 0                              | 8          | 0          | 0          | 25    | 0     | 0     |
| 2018-2019             | Tottenham Hotspur          | Premier League        | 26          | 0           | 4           | -               | -               | -               | 3                 | 0                 | 1                 | -          | -          | -          | C1                             | 8                              | 0                              | 0                              | 7          | 0          | 0          | 44    | 0     | 5     |
| 2019-2020             | Tottenham Hotspur          | Premier League        | 12          | 0           | 0           | -               | -               | -               | -                 | -                 | -                 | -          | -          | -          | C1                             | 4                              | 0                              | 0                              | 2          | 0          | 0          | 18    | 0     | 0     |
| Sous-total            | Sous-total                 | Sous-total            | 156         | 8           | 17          | 16              | 1               | 4               | 10                | 0                 | 1                 | -          | -          | -          | -                              | 32                             | 1                              | 0                              | 29         | 0          | 1          | 243   | 10    | 23    |
| 2008-2009             | Watford FC (prêt)          | Championship          | 7           | 0           | 0           | -               | -               | -               | -                 | -                 | -                 | -          | -          | -          | -                              | -                              | -                              | -                              | -          | -          | -          | 7     | 0     | 0     |
| 2009-2010             | Peterborough United (prêt) | Championship          | 6           | 0           | 1           | -               | -               | -               | -                 | -                 | -                 | -          | -          | -          | -                              | -                              | -                              | -                              | -          | -          | -          | 6     | 0     | 1     |
| 2010-2011             | Bristol City (prêt)        | Championship          | 17          | 0           | 2           | -               | -               | -               | -                 | -                 | -                 | -          | -          | -          | -                              | -                              | -                              | -                              | -          | -          | -          | 17    | 0     | 2     |
| 2012-2013             | Sunderland AFC (prêt)      | Premier League        | 27          | 1           | 2           | 1               | 0               | 0               | 1                 | 0                 | 0                 | -          | -          | -          | -                              | -                              | -                              | -                              | -          | -          | -          | 29    | 1     | 2     |
| 2019-2020             | Newcastle United (prêt)    | Premier League        | 11          | 0           | 0           | 2               | 0               | 0               | -                 | -                 | -                 | -          | -          | -          | -                              | -                              | -                              | -                              | -          | -          | -          | 13    | 0     | 0     |
| Sous-total            | Sous-total                 | Sous-total            | 68          | 1           | 5           | 3               | 0               | 0               | 1                 | 0                 | 0                 | -          | -          | -          | -                              | -                              | -                              | -                              | -          | -          | -          | 72    | 1     | 5     |
| 2021-2022             | Watford FC                 | Premier League        | 8           | 0           | 0           | -               | -               | -               | 1                 | 0                 | 0                 | -          | -          | -          | -                              | -                              | -                              | -                              | -          | -          | -          | 9     | 0     | 0     |
| Sous-total            | Sous-total                 | Sous-total            | 8           | 0           | 0           | 0               | 0               | 0               | 1                 | 0                 | 0                 | 0          | 0          | 0          | -                              | 0                              | 0                              | 0                              | 0          | 0          | 0          | 9     | 0     | 0     |
| Total sur la carrière | Total sur la carrière      | Total sur la carrière | 332         | 9           | 22          | 19              | 1               | 4               | 12                | 0                 | 1                 | -          | -          | -          | -                              | 32                             | 1                              | 0                              | 29         | 0          | 1          | 424   | 11    | 28    |

## Palmarès

### En club
- Tottenham Hotspur
  - Vice-champion d'Angleterre en 2017.
  - Finaliste de la Ligue des champions en 2019.
  - Finaliste de la Coupe de la Ligue anglaise en 2015.

### Distinctions personnelles
- Membre de l'équipe-type de Premier League en 2016 et 2017.